# Tagata-jinja
Le sanctuaire Tagata (田縣神社) est un petit sanctuaire situé dans la ville de Komaki, préfecture d'Aichi, au Japon, près de l'aérodrome de Nagoya.  (p6)
Le sanctuaire Tagata est célèbre pour son festival des récoltes Hōnensai, ou le festival du pénis organisé chaque année le 15 mars,. Le festival a reçu beaucoup d'attention.
Il se trouve près du sanctuaire Ōagata-jinja qui organise un festival yonique similaire le dimanche précédant ce festival. , (p6)

## Histoire
L'année exacte de fondation du sanctuaire Tagata est inconnue, mais on pense qu'il a plus de 1 500 ans. Il est connu pour combiner les croyances liées à la fertilité et à l’agriculture.  (p6)

## Fête de la moisson

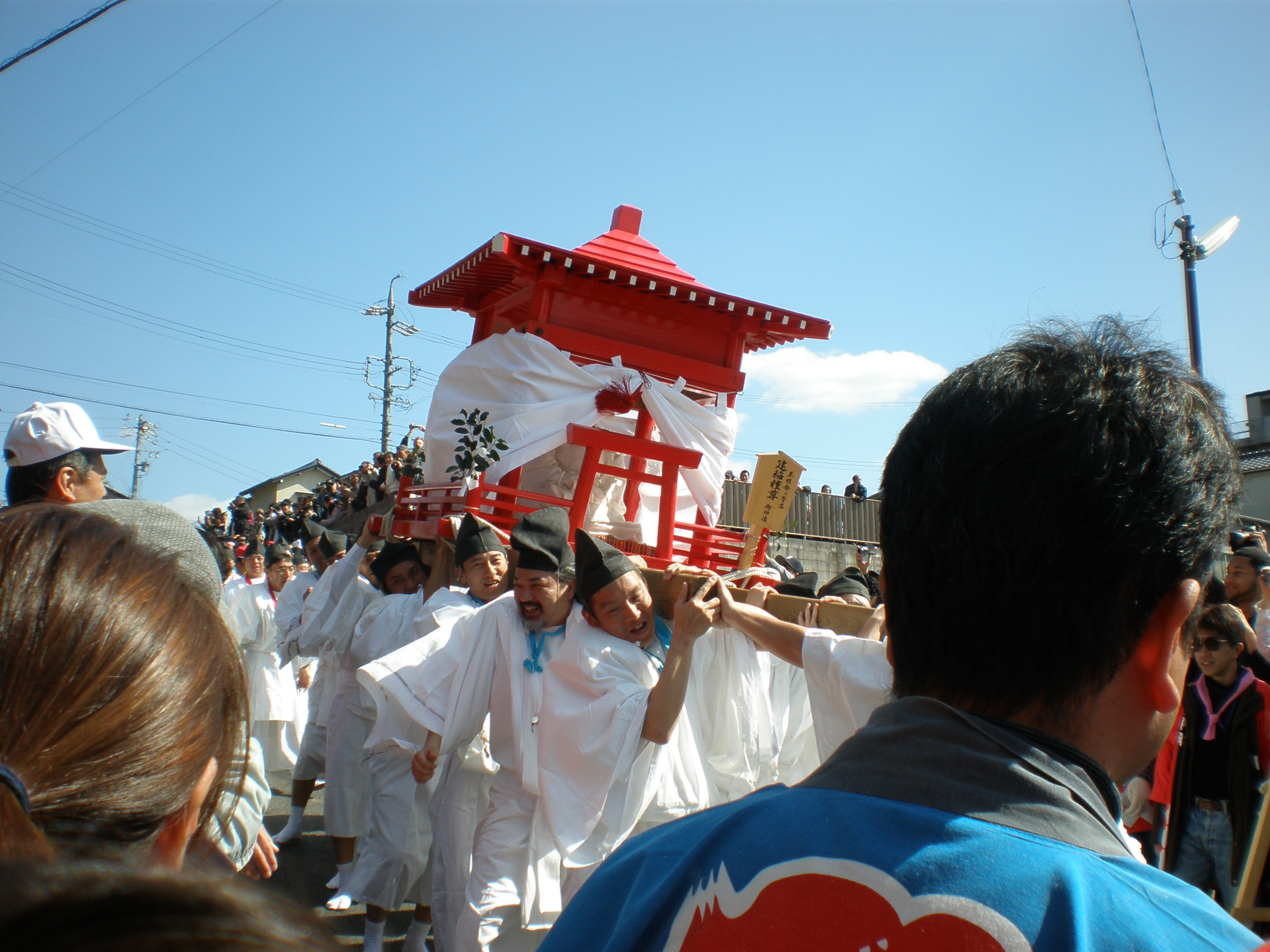
Honensai

Le Festival de la Récolte (豊年祭, Hōnensai) est un festival de fertilité célébré chaque année le 15 mars au sanctuaire,. Hōnen signifie année prospère en japonais, impliquant une récolte abondante, tandis qu'un matsuri est un festival. Le festival et la cérémonie de Hōnen célèbrent les bénédictions d'une récolte abondante et toute forme de prospérité et de fertilité.

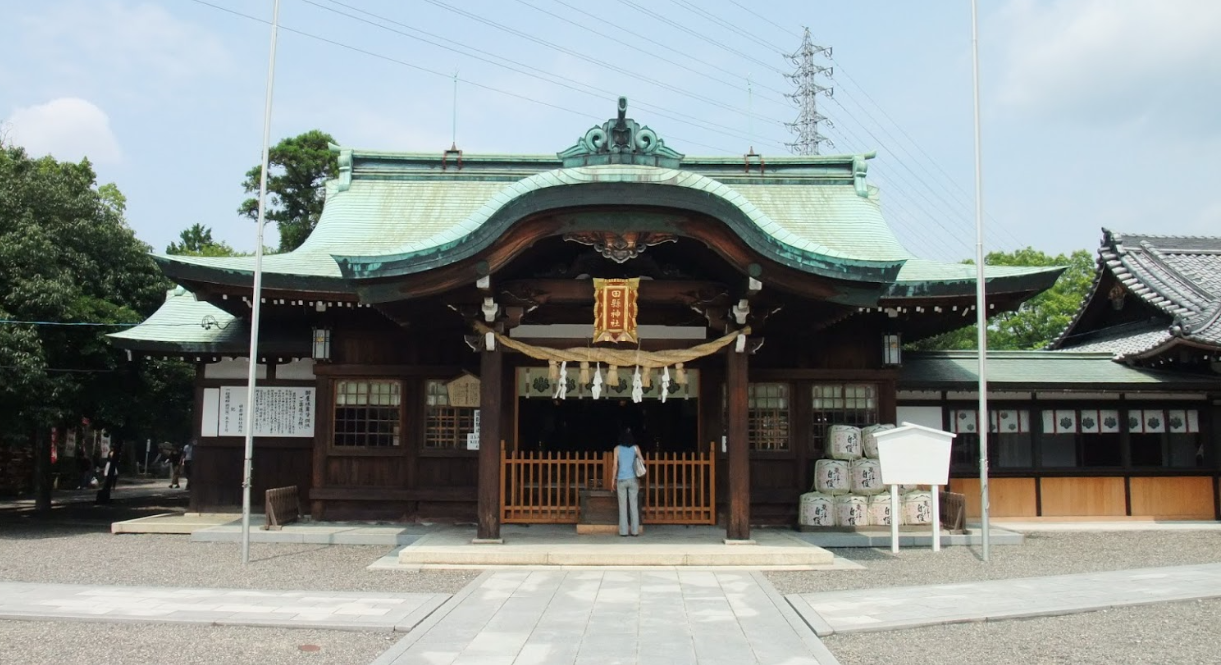
Tagata Jinja (田縣神社) à Komaki, Tagata, préfecture d'Aichi

Les divinités shinto vénérées sont Mitoshi (御歳神, Mitoshi-no-kami) et la divinité féminine Tamahime (玉姫命, Tamahime-no-mikoto). Mitoshi est le fils de la divinité masculine shinto Toshigami (年神) ou connu par les locaux sous le nom de Ōtoshi (大歳神, Ōtoshi-no-kami) et petit-fils de la divinité shinto Susanoo. Tamahime est une princesse et la fille de Ō'arata (大荒田命, Ō'arata-no-Mikoto), la matriarche du clan Owari (尾張氏) de son mari Takeinadane (健稲種命, Take'inadane-no-mikoto) qui ont eu la chance d'avoir deux fils et quatre filles. Après la mort de son mari, elle est retournée dans sa ville natale d'Arata (située près de Komaki), encouragée à cultiver, avec l'aide de son père Ō'arata, l'honneur et à réaliser ses souhaits.

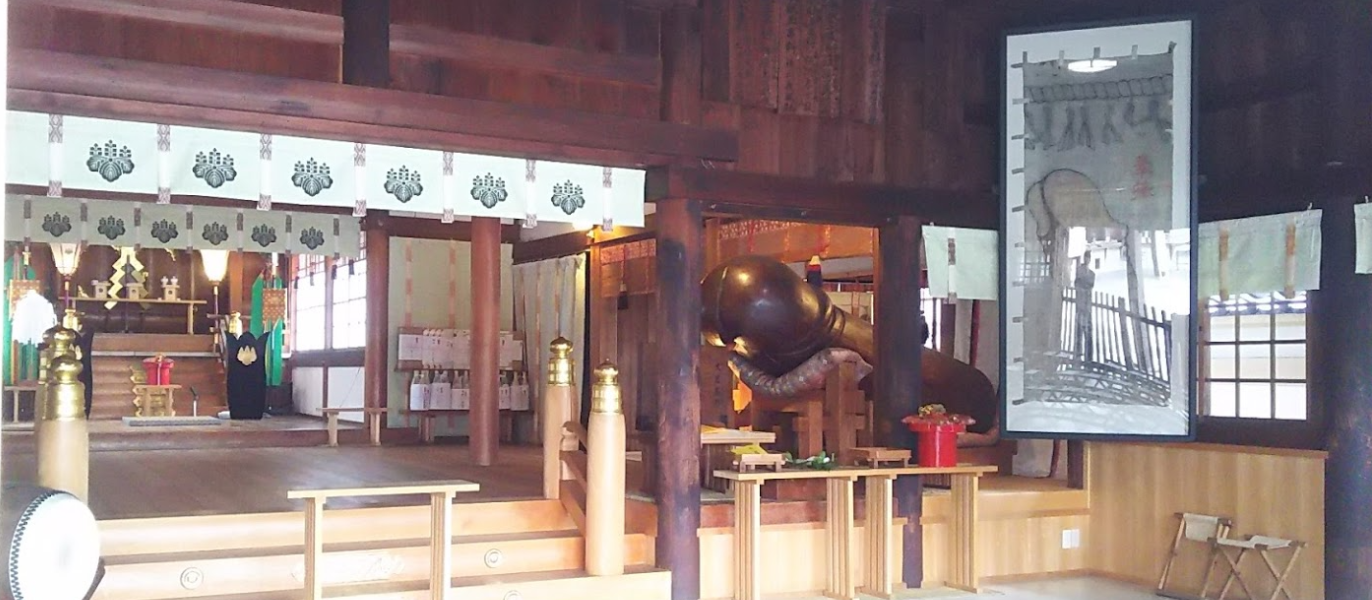
le sanctuaire du Youbutsu (陽物, lit. « l'objet masculin ») ou ō-owase-gata (大男茎形, lit. « la forme/objet du grand Phallus »)

Dans la ville d'Inuyama, il y a un autre festival le dimanche précédent au sanctuaire Ōagata (大縣神社). Ce festival comprend des chars en forme de vulve, qui complètent le mikoshi de forme phallique utilisé lors du festival.

## Galerie

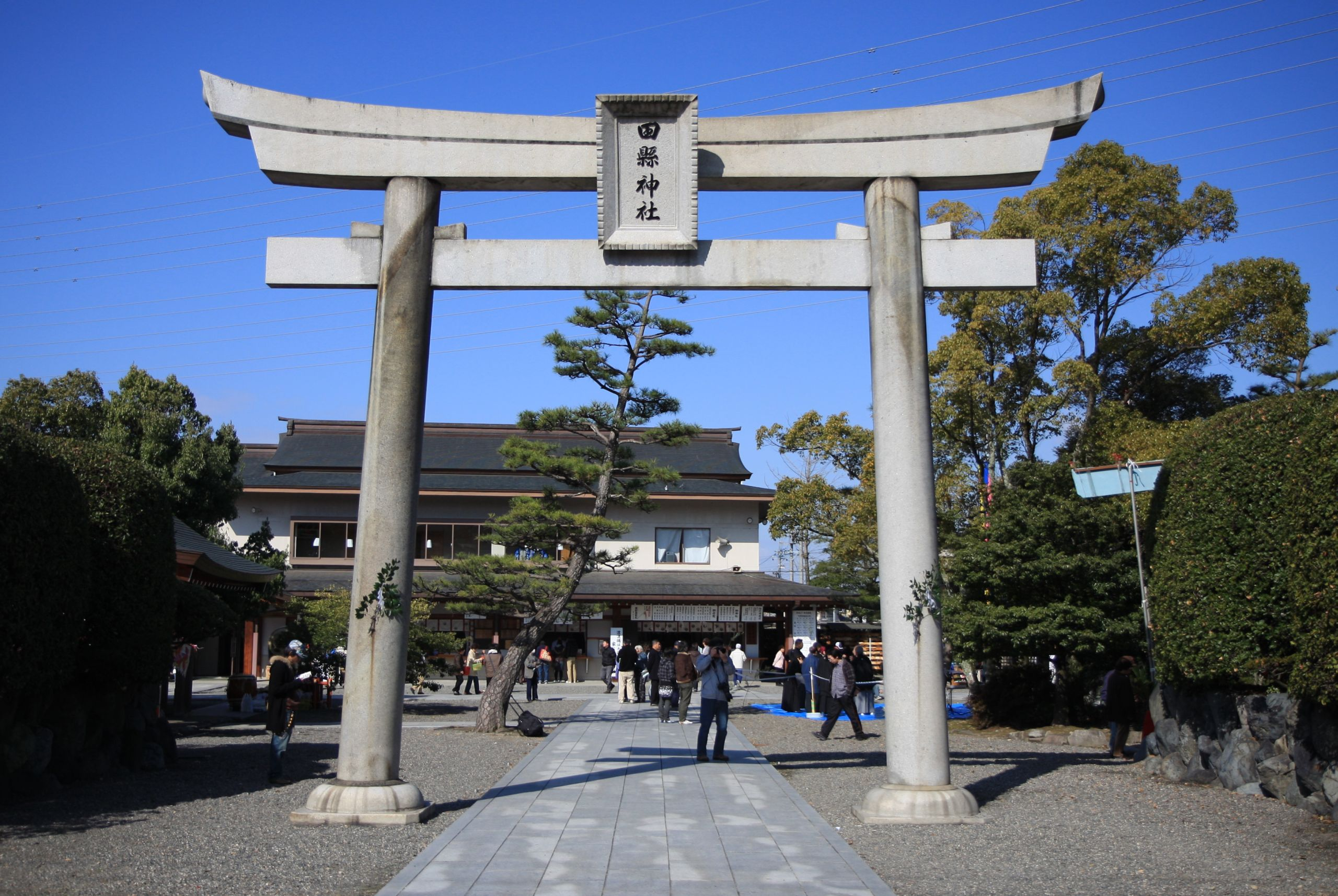
torii
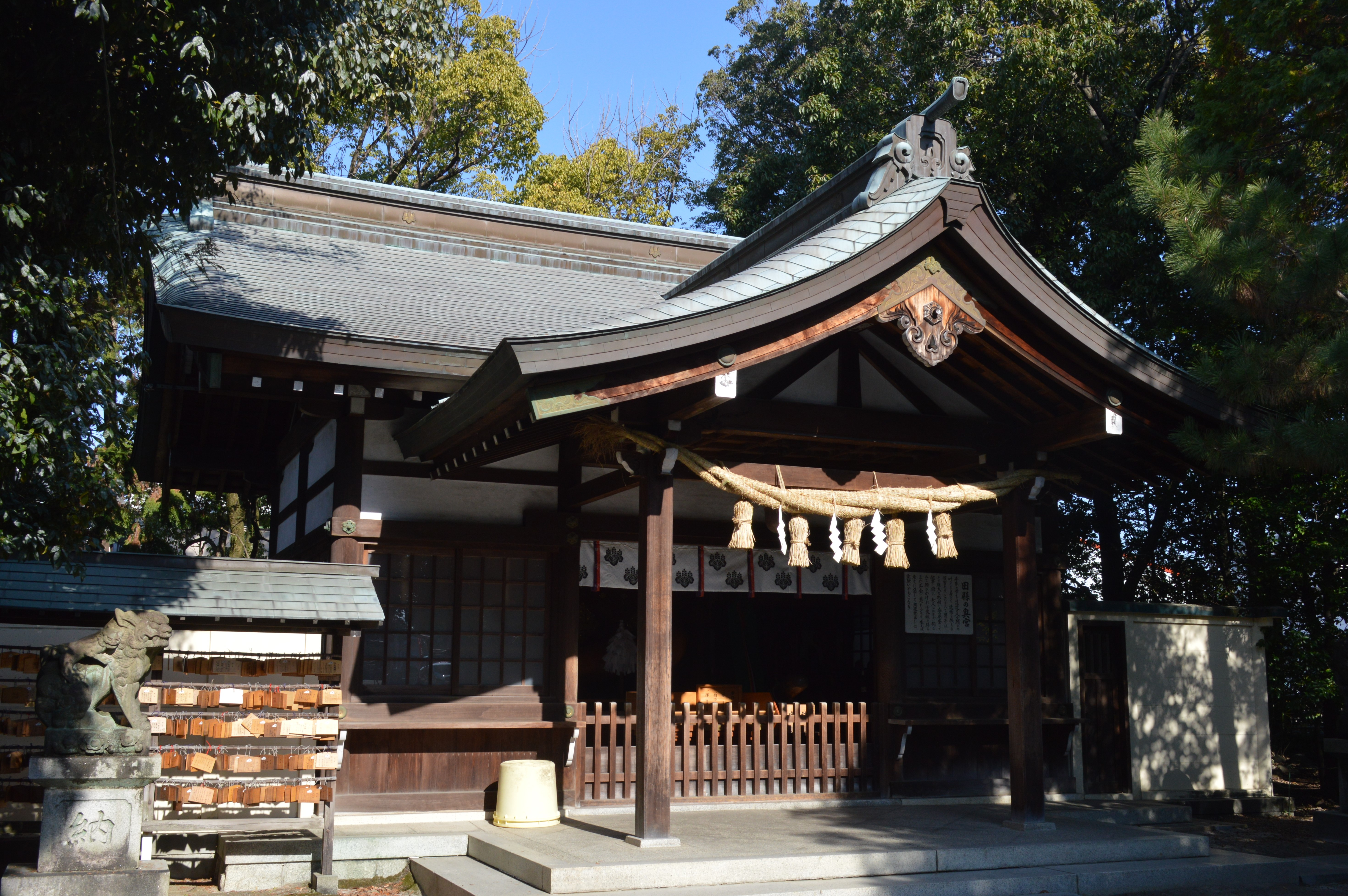
Okumiya
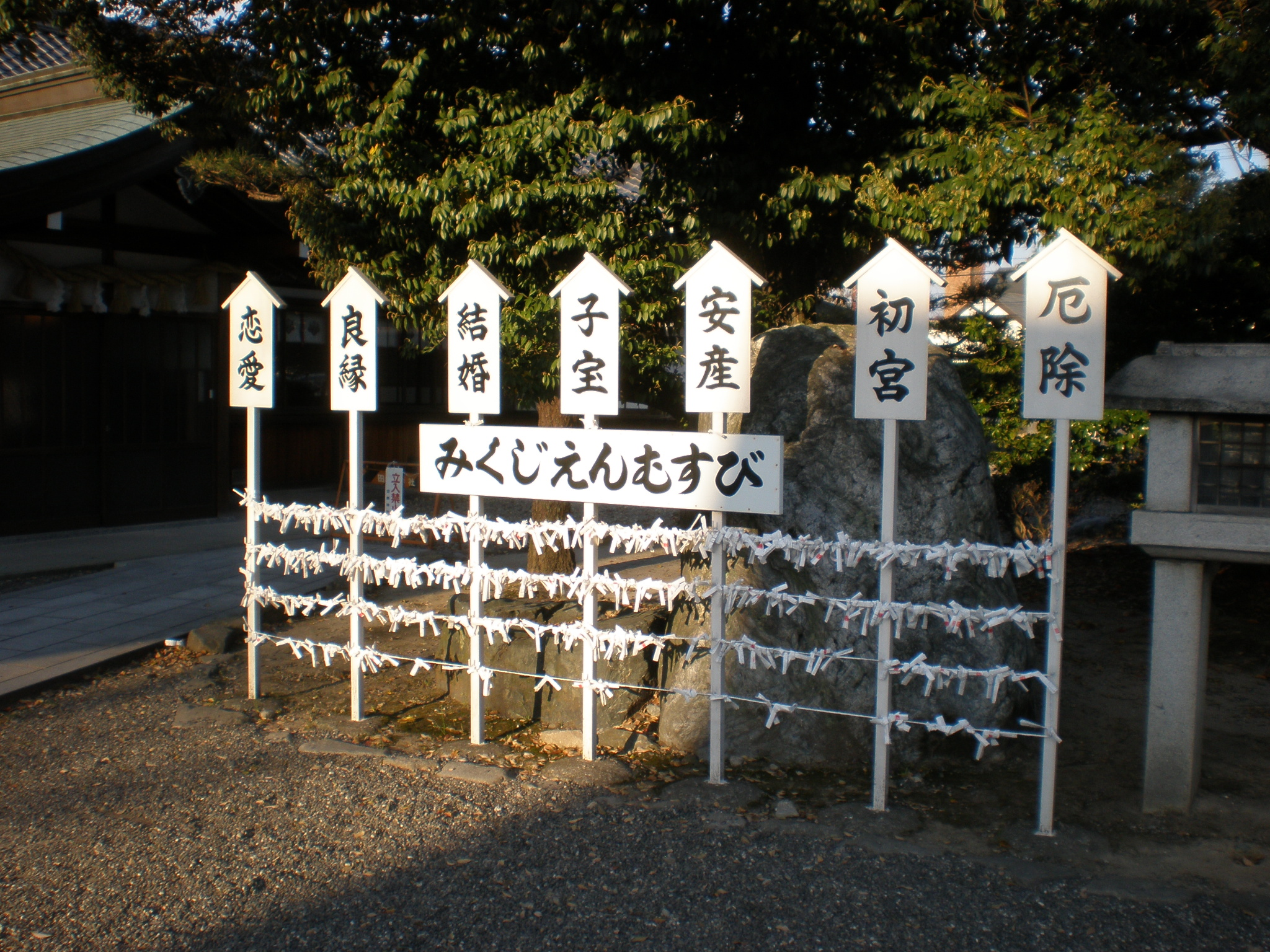
souhait
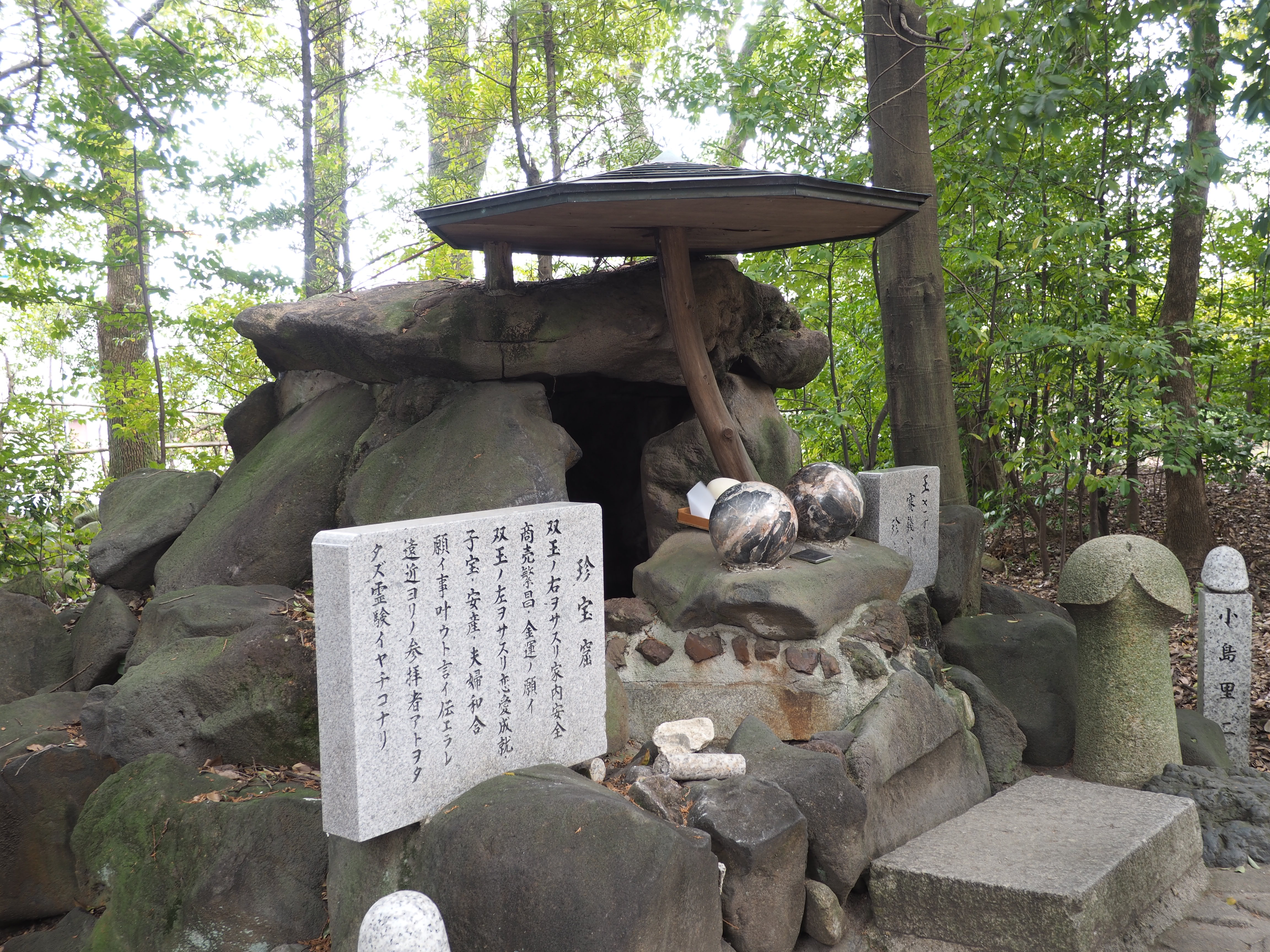
grotte au trésor
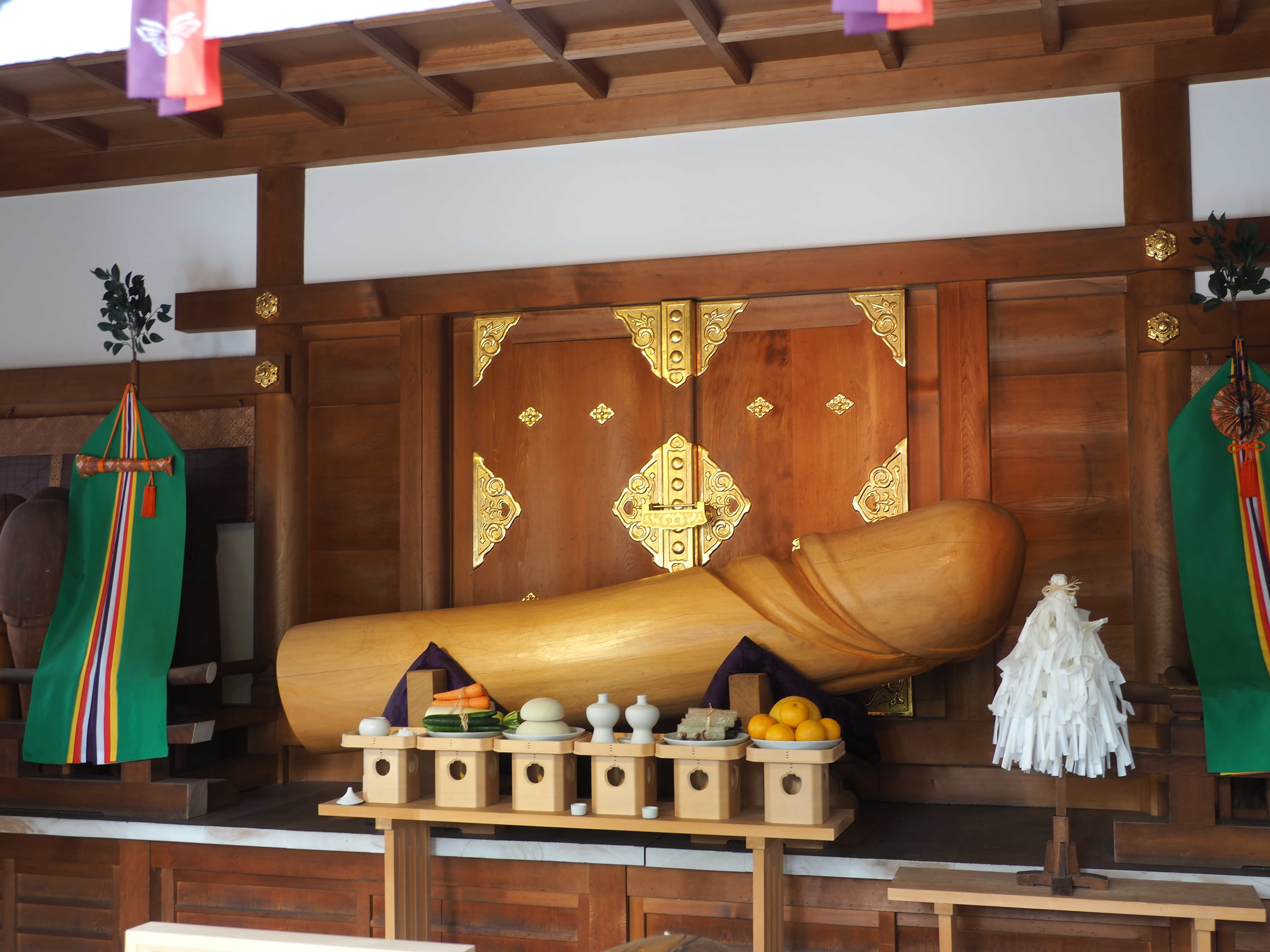
objet de culte
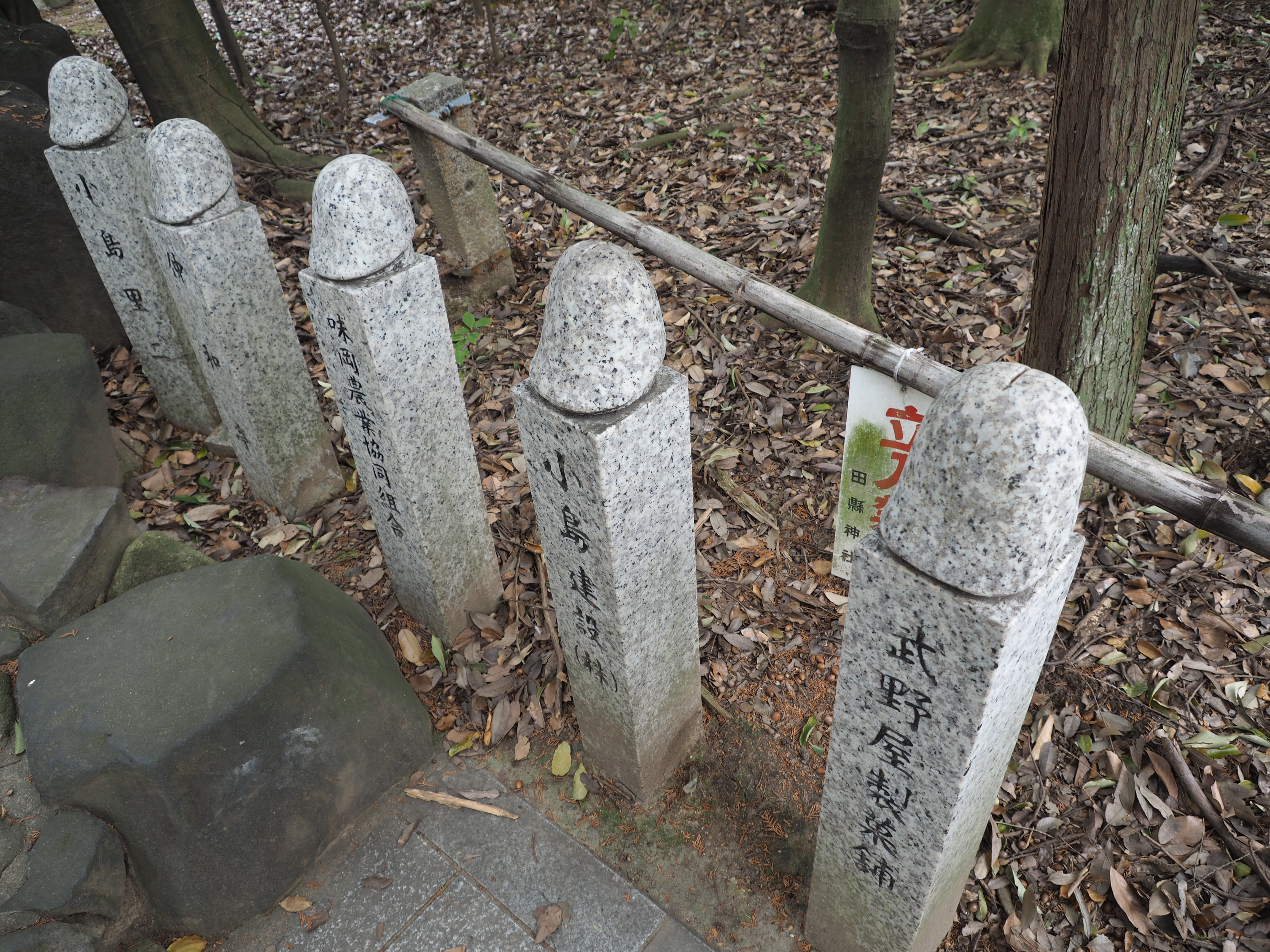
pilier en pierre
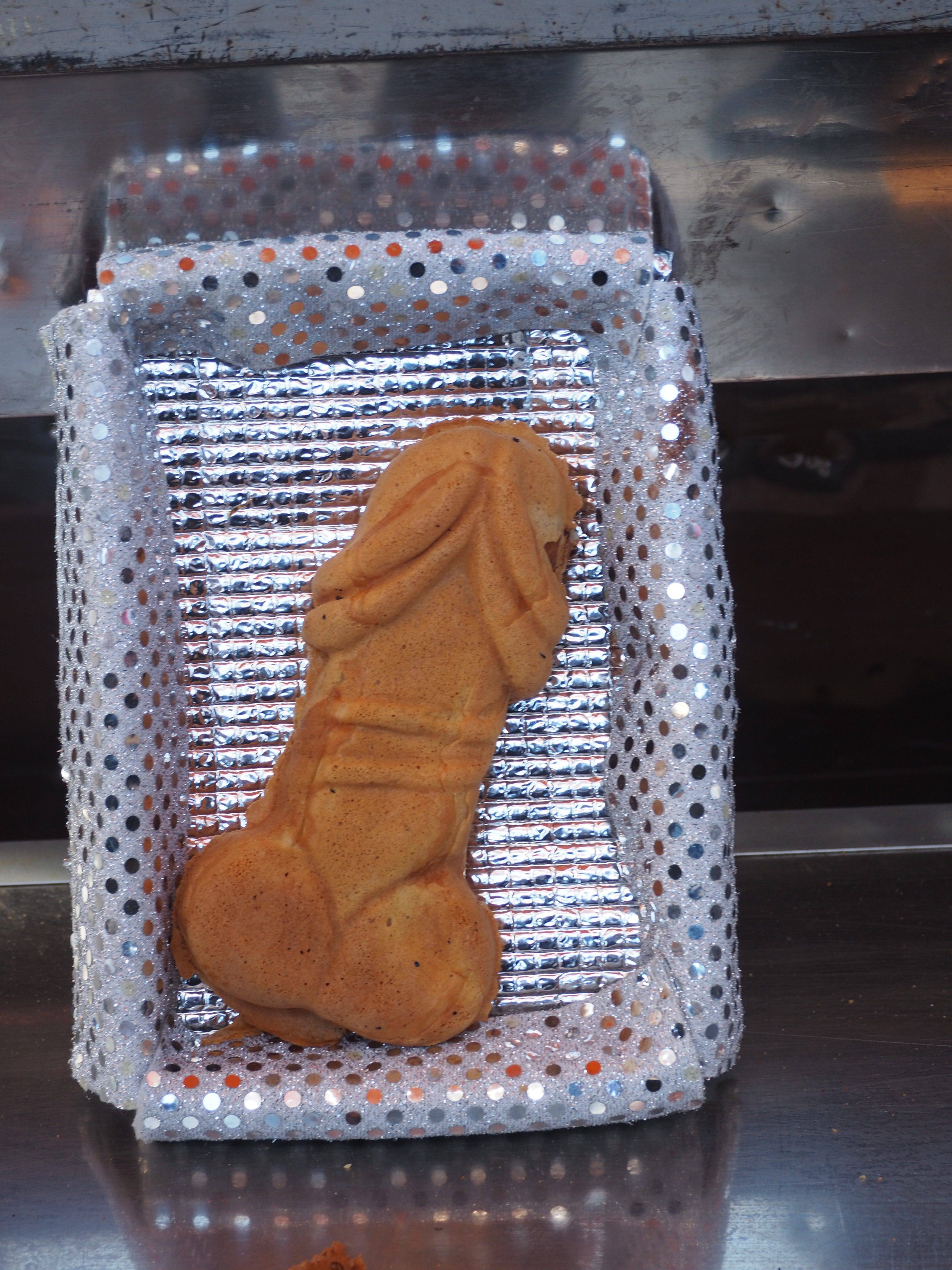
Pâtisserie
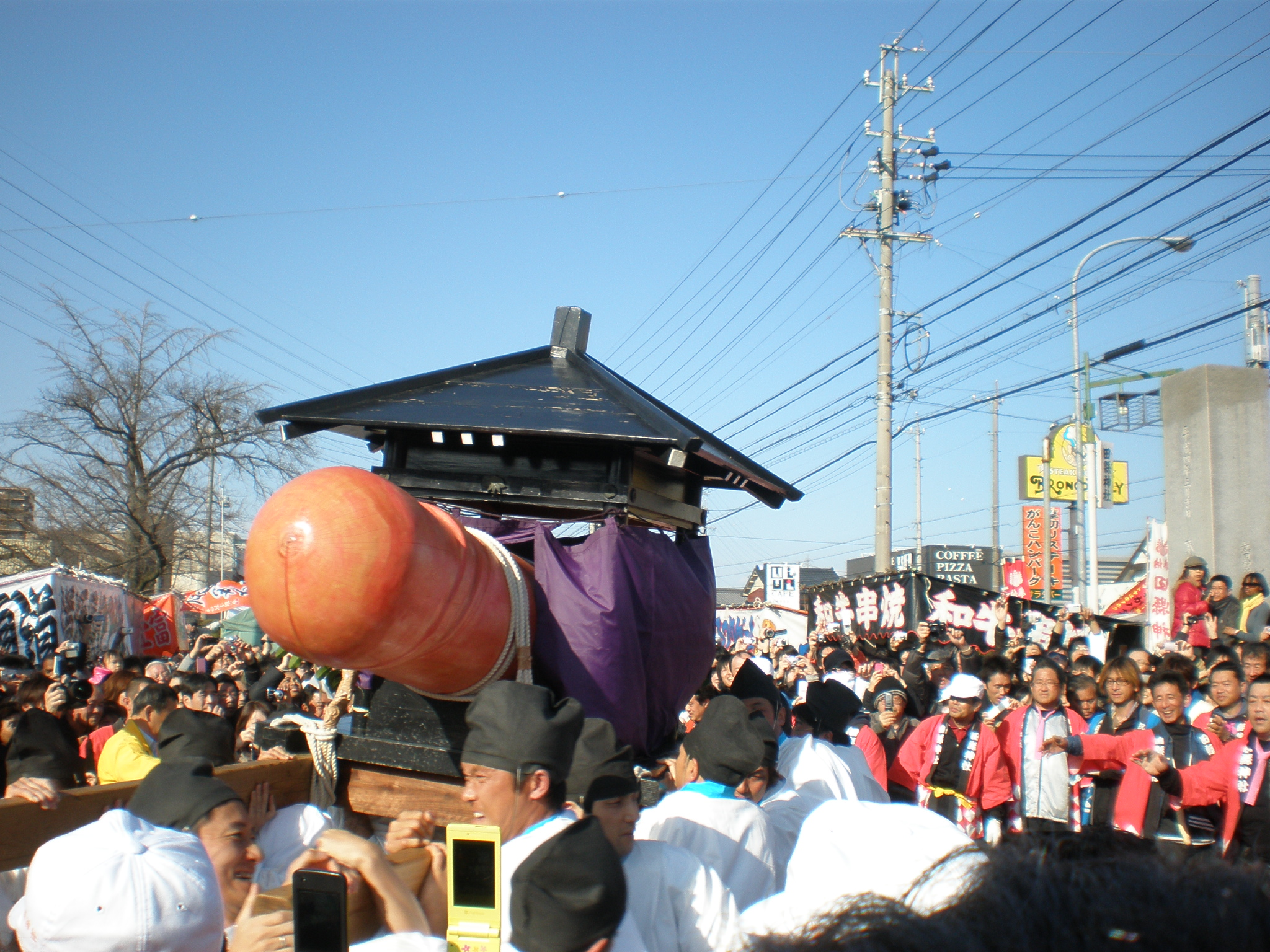
fête de la moisson
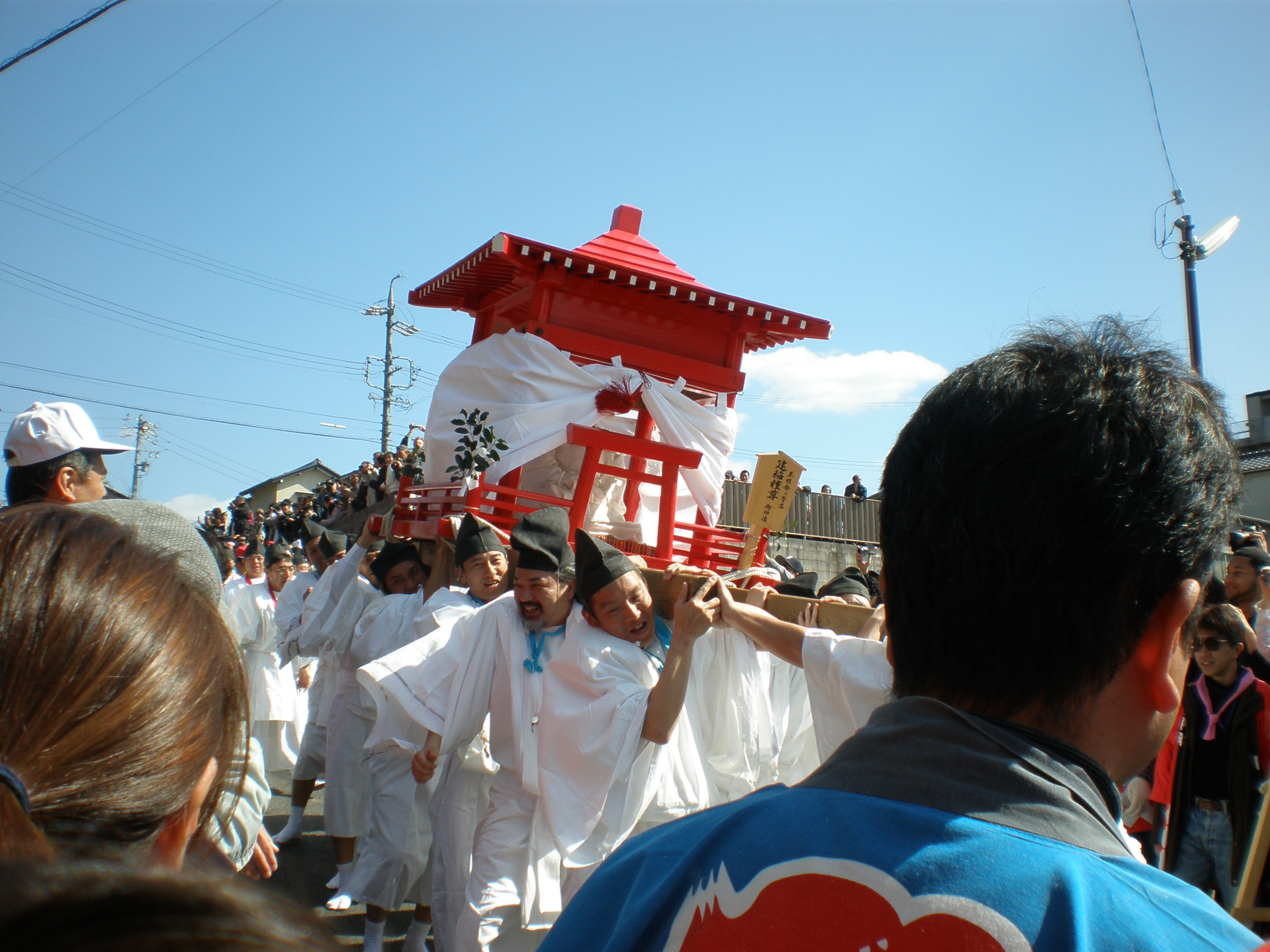
fête de la moisson

## Accès
Il est situé à environ 5 minutes à pied (environ 200 m) de la gare Tagata-jinja-mae sur la ligne Meitetsu Komaki.

## Pages connexes
- Sanctuaire Ōagata
- Kanamara Matsuri
- Cortèges phalliques
- Gare de Tagata-jinja-mae (en)

### Sites Web anglais
- 田縣神社トップページ│Tagata jinja New Site (japonais; page d'accueil officielle de Tagata-Jinja)
- Yamasa Institute Tagata Jinja - Site Hounen Matsuri (anglais) Archived  </link>
- NameBright - Bientôt disponible
- Photos de phallus et bribes d'infos

### Sites Web japonais
- Site officiel
- 田縣神社の豊年祭 小牧市